# Американские летяги
Американские летяги (Glaucomys) — род из трибы Pteromyini  подсемейства Sciurinae в семействе беличьих. Включает три вида белок-летяг Нового Света. Представители этого рода единственные летяги, обитающими в Северной Америке. Они распространены от Аляски до Гондураса. Они во многом похожи на евразийских белок-летяг из рода Pteromys. Два основных вида американский летяг легко отличить друг отдруга по размерам и особенностям шерсти на брюшках. Северные летяги (Glaucomys sabrinus) крупнее, а их шерсть на брюшке у них двуцветная, с темными основаниями  и белыми кончиках. Южные летяги (Glaucomys volans), меньше по размеру и шерстный покров брюшка у них полностью белый. Glaucomys oregonensis сложнее отличить от северной летяги, где их ареалы соприкасаются. Ещё недавно Glaucomys oregonensis  считали подвидом Glaucomys sabrinus oregonensis. Glaucomys sabrinus считают криптическим видом. Как правило, они меньше и темнее, чем северные летяги.

## Виды
Американская южная летяга (Glaucomys volans) была описана Линнеем в 1758 году как Mus volans, то есть в качестве вида рода мышей Mus. Поскольку он одновременно описал европейскую обыкновенную летягу (ныне Pteromys volans) под названием Sciurus volans, то в результате отнесения южной летяги к тому же роду в нём появилось два разных вида с одинаковыми видовыми названиями volans. Чтобы избежать омонимии, в 1778 году североамериканский вид был переименован Петром Симоном Палласом в Sciurus volucella,  позже его рассматривали как Sciuropterus volucella. В 1908 году Олдфилд Томас описал Glaucomys как подрод рода Sciuropterus. В 1915 году Glaucomys был повышен в таксономическом ранге до рода Артуром Холмсом Хауэллом.
Glaucomys это единственный род летяг в Америке, состоящий из следующих видов:
- Южная летяга (Glaucomys volans) обитает на юго-востоке Канады, в восточной части США, Мексике, Гватемале, Сальвадоре, Гондурасе.
- Северная летяга (Glaucomys sabrinus) — Аляска, Канада, Скалистые горы на северо-западе США.
- Glaucomys oregonensis обитает вдоль тихоокеанского побережья Северной Америки от южной части Британской Колумбии до юга штата Калифорния.

## Планирование
Летяги на самом деле не летают, а планируют, используя препонку, называемую патагиум, сформированную складкой кожи, начинающейся от запястий и предплечий, проходящую по бокам тела и заканчивающуюся на лодыжках. С вершины деревьев летяги могут начать планировать с разбега или из неподвижного положения, собирая конечности под телом, втягивая голову, а затем срываются с дерева.  Считается, что они способны оценивать расстояние до места приземления, поскольку перед прыжком они часто кланяются и поворачивают голову из стороны в сторону. Оказавшись в воздухе, они расставляют свои конечности на подобие буквы «X», разводя свои передние конечности в стороны и вперед, а задние в стороны и назад, в результате чего их перепонки растягиваются и скользят вниз под углом от 30 до 40 градусов. Они очень эффективно маневрируют в воздухе, при необходимости совершая повороты на 90 градусов вокруг препятствий. Непосредственно перед тем, как сесть на дерево, они поднимают свои уплощенные хвосты, чтобы резко изменить траекторию движения вверх, и направляют все свои конечности вперед,  создавая эффект тормозного парашюта с помощью патагиума. При приземлении конечности гасят оставшуюся часть удара, и летяги обычно перебегают на противоположную сторону ствола, чтобы избежать нападения хищника, заметившего перелёт. Они очень неловко перемещаются по поверхности земли, и если опасность застаёт их там, они предпочитают спрятаться, а не пытаться убежать.

## Флуоресценция
В ультрафиолетовом свете шерсть самок и самцов всех 3 видов Glaucomys флуоресцируют розовым цветом различной интенсивности как на спине, так и на брюшке. Высказывались предположения, что флуоресценция может помогать американским летягам находить друг друга при слабом освещении или даже имитировать оперение сов, чтобы избежать нападения хищников. Эта гипотеза была оспорена в статье Северина Туссэна с соавторами, которые считают, что розовое свечение — побочный продукт работы ввделительной системы организма. Более того, эти авторы утверждают, что далеко не очевидно, что источники ультрафиолетового излучения, которые встречаются в природе, достаточны для того, чтобы вызвать люминесценцию, отличимую от окружающего видимого света. Поэтому экологическая роль розового свечения маловероятна.